# Trans-European Express
Trans-European Express – międzynarodowy pociąg relacji Moskwa – Paryż – Moskwa prowadzony przez Koleje Rosyjskie przy współpracy z Deutsche Bahn, PKP Intercity i SNCF. Pociąg prowadzi wagony klasy biznes, klasy pierwszej i klasy drugiej oraz wagon restauracyjny. Skład przejeżdża przez Rosję, Białoruś, Polskę, Niemcy oraz Francję. Pasażerowie z Polski mogą wsiąść do tego pociągu na stacjach Terespol, Warszawa Wschodnia, Poznań Główny oraz
Rzepin. Według rozkładu 2017/2018 czas przejazdu wynosił 39 godzin i 33 minuty. Długość trasy wynosi 3177 km, czyniąc go drugim pod względem długości trasy pociągiem w Europie, po składzie z Moskwy do Nicei.

## Historia
Pierwszy bezpośredni skład z Moskwy do Paryża uruchomiono w 1960 r., lecz w 1994 został on zawieszony. W grudniu 2007 roku został przywrócony bezpośredni wagon, który był podłączany do innych składów. Przejazd tym wagonem zajmował dwie noce. Trans-European Express pojawił się w rozkładzie 14 grudnia 2011 roku.
W marcu 2020, w związku z pandemią Covid-19, kursowanie pociągu zostało zawieszone.

## Klasy wagonów
Pociąg złożony jest ze zmodernizowanych wagonów Kolei Rosyjskich.
Wagony drugiej klasy – przedziały zawierają trzy miejsca do spania, które w ciągu dnia można złożyć na miejsca do siedzenia, mydło, ręczniki, umywalkę oraz pościel. Na końcu każdego wagonu znajduje się samowar zapewniający wrzątek przez całą podróż.
Wagony pierwszej klasy – są takie same jak wagony klasy drugiej z tą różnicą, że przedziały są dwuosobowe.
Wagony biznes klasy – pociąg ma w składzie jeden wagon tej klasy, w którym znajdują się cztery jedno- i dwuosobowe przedziały. Znajduje się w nich własny prysznic i toaleta, telewizor z DVD. Pasażerowie tej klasy mają zapewnione bezpłatne śniadanie.
Wagon restauracyjny – na odcinku Moskwa – Brześć – Moskwa prowadzą Koleje Rosyjskie, natomiast na odcinku Warszawa – Paryż – Warszawa jeździ wagon zapewniony przez PKP Intercity. Menu obejmuje kuchnię rosyjską oraz europejską.